# 広島青年師範学校
広島青年師範学校（ひろしませいねんしはんがっこう）は、1944年（昭和19年）4月、官立移管により設立された青年師範学校。

## 沿革

### 県立学校時代
- 1922年（大正11年）3月 - 実業補習学校教員養成所施行規則により、広島県実業補習学校教員養成所を広島県立西条農学校（賀茂郡西条町）に併置。
- 1935年（昭和10年）4月 - 広島県立青年学校教員養成所に改称。
- 1939年（昭和14年）5月 - 広島県高田郡吉田町に独立移転。

### 官立青年師範学校設立以降
- 1944年（昭和19年）4月 - 広島県立青年学校教員養成所は国に移管され官立[1]広島青年師範学校となる。
- 1947年（昭和22年）6月 - 福山市沖野上町に移転（旧兵舎跡を転用）。
- 1949年（昭和24年）5月 - 国立学校設置法公布で設置された広島大学に包括され広島大学広島青年師範学校と改称。
  - 当時の教育学部安浦分校福山教場構成の母体をなし（翌年5月には安浦分校が福山分校に移転して合併）、また水畜産学部（福山分校。現在の生物生産学部）の構成母体の一部となった。
  - 附属学校は広島大学附属福山中学校・高等学校の構成母体となった。
- 1951年（昭和26年）3月 - 全生徒の卒業とともに廃校。